# HD 70110
HD 70110，又名BD-00 1966，SAO 135783、HR 3271，是一颗恒星，视星等为6.18，位于銀經224.31，銀緯19.2，其B1900.0坐标为赤經8h 15m 6.8s，赤緯-0° 19.2′ 32″。